# Municipio de Wyaconda
El municipio de Wyaconda (en inglés: Wyaconda Township) es un municipio ubicado en el condado de Clark en el estado estadounidense de Misuri. En el año 2010 tenía una población de 571 habitantes y una densidad poblacional de 6,21 personas por km².

## Geografía
El municipio de Wyaconda se encuentra ubicado en las coordenadas 40°26′2″N 91°53′22″O / 40.43389, -91.88944. Según la Oficina del Censo de los Estados Unidos, el municipio tiene una superficie total de 91.95 km², de la cual 91,35 km² corresponden a tierra firme y (0,66 %) 0,61 km² es agua.

## Demografía
Según el censo de 2010, había 571 personas residiendo en el municipio de Wyaconda. La densidad de población era de 6,21 hab./km². De los 571 habitantes, el municipio de Wyaconda estaba compuesto por el 99,12 % blancos, el 0,18 % eran afroamericanos y el 0,7 % eran de una mezcla de razas. Del total de la población el 0,18 % eran hispanos o latinos de cualquier raza.